# Cardamine depressa
Cardamine depressa là một loài thực vật có hoa trong họ Cải. Loài này được Hook.f. mô tả khoa học đầu tiên năm 1844.